# A5302CA
A5302CA（えーごーさんぜろにーしーえー）は、カシオ計算機が開発し、KDDIのauブランドで発売した携帯電話である。

## 概要
カシオ計算機が製造、KDDIの販売していたムービー対応端末。
A5303Hと共に、世界初のEZ着うた対応端末であり、同時に世界初の着うたコンテンツであり、同時期のauのCMソングでもあったCHEMISTRYのMy Gift to Youがプリセットされている。また、ムービー撮影可能なau電話機としては2台目の端末である。発表はA5303Hと同時に行われた。ブラックベリーは新色で、2003年2月28日発表/同3月1日販売開始である。

## 特徴
au電話機として、初のライト付きムービーカメラを搭載。撮影中のズーミングもサポートしている。

## 対応サービス
- フォトメール
- ムービーメール
- EZ着うた
- EZムービー
- EZナビ